# Placówka Straży Granicznej w Płaskiej
Placówka Straży Granicznej w Płaskiej – graniczna jednostka organizacyjna Straży Granicznej realizująca zadania w ochronie granicy państwowej z Republiką Białoruską.

## Formowanie i zmiany organizacyjne
Placówka Straży Granicznej w Płaskiej (PSG w Płaskiej), powołano 24 sierpnia 2005 Ustawą z 22 kwietnia 2005 roku O zmianie ustawy o Straży Granicznej..., w strukturach Podlaskiego Oddziału Straży Granicznej z przemianowania dotychczas funkcjonującej Strażnicy Straży Granicznej w Płaskiej (Strażnica SG w Płaskiej).

## Ochrona granicy
Zgodnie z rozporządzeniem Wojewody Podlaskiego wprowadzono zakaz przebywania na pasie drogi granicznej:
1. znak graniczny nr 627 – znak gran. nr 647 (Śluza Kurzyniec)
2. znak gran. nr 652 (brzeg rzeki Czarna Hańcza) – znak gran. nr 656 (brzeg jeziora granicznego Wiązowiec)
3. znak gran. nr .657 (brzeg jeziora granicznego Wiązowiec) – znak gran. nr 659 (brzeg jeziora granicznego  Długie)
4. znak gran. nr 660 (brzeg jeziora granicznego Długie) – znak gran. nr 662 (brzeg jeziora granicznego Szlamy)
5. znak gran. nr 663 (brzeg jeziora granicznego Szlamy) – znak gran. nr 670.

### Terytorialny zasięg działania
Stan z 2 grudnia 2016
Placówka Straży Granicznej w Płaskiej ochraniała odcinek granicy państwowej o długości 19,22 km.
Obszar działania Placówki Straży Granicznej w Płaskiej obejmował:
- Od znaku granicznego Marycha[e] do znaku gran. nr 627.
- W strefie nadgranicznej linia rozgraniczenia z:

1. Placówką Straży Granicznej w Sejnach: włączony znak gran. nr Marych a, dalej w linii prostej do punktu wysokościowego 124,4 (wyłączony), dalej drogą leśną biegnącą do miejscowości Stanowisko (ok. 1200 m) do skrzyżowania z drogą leśną biegnącą z miejscowości Okółek do miejscowości Frącki, dalej w linii prostej do punktu wysokościowego 118,4 (wyłączony) i dalej granicą gmin Giby i Płaska w kierunku granicy gmin Płaska i Nowinka.
2. Placówką Straży Granicznej w Lipsku: wyłączony znak graniczny nr 627, dalej granicą gmin Płaska oraz Lipsk i Sztabin.

- Poza strefą nadgraniczną obejmuje z powiatu augustowskiego gmina Nowinka.

Stan z 1 sierpnia 2011
Placówka Straży Granicznej w Płaskiej ochrania odcinek granicy państwowej o długości 19,22 km.
Obszar działania obejmował: 
- Od znaku gran. nr 1789 do znaku gran. nr1746.
- W strefie nadgranicznej linia rozgraniczenia z:

1. Placówką Straży Granicznej w Sejnach: włącznie znak gran. nr 1789, dalej prostopadle do drogi leśnej biegnącej od linii granicy państwowej do miejscowości Stanowisko, dalej tą drogą do (włącznie) punktu wysokościowego nr 128,9 w rejonie leśniczówki Szlamy, (włącznie) punktu wysokościowego nr 130,6 włącznie miejscowość Okółek, do punktu wysokościowego nr 125,0 dalej do rzeki Czarna Hańcza i dalej granicą gmin Giby oraz Płaska.
2. Placówką Straży Granicznej w Lipsku: wyłącznie znak gran. nr .1746, dalej granicą gmin Płaska oraz Lipsk i Sztabin.

- Poza strefą nadgraniczną obejmował z powiatu augustowskiego gminę Nowinka.

Stan z 8 marca 2007
Placówka SG w Płaskiej ochraniała odcinek o długości niewiele ponad 33 km granicy polsko-litewskiej i polsko-białoruskiej.

### Podległe przejście graniczne
W okresie 1 maja–1 października w miejscowości Rudawka na Kanale Augustowskim, załoga placówki SG w Płaskiej wykonuje bezpośrednio kontrolę graniczną osób i środków transportu:
- Rudawka-Lesnaja – rzeczne[3].

## Wydarzenia
- 2011 – 1 czerwca z okazji 10-lecia, Placówka SG w Płaskiej odebrała weksylium w postaci proporca ufundowanego przez społeczeństwo za zapewnienie bezpieczeństwa i pomoc okazywaną ludności[5].

## Placówki sąsiednie
- Placówka Straży Granicznej w Ogrodnikach ⇔ Placówka Straży Granicznej w Lipsku – 19.11.2007[6].
- Placówka Straży Granicznej w Sejnach ⇔ Placówka Straży Granicznej w Lipsku – 1.08.2011[f].

## Komendanci placówki
- kpt. SG Mirosław Malewicki (24.08.2005–był 8.03.2007)[2]
- Adam Pacuk (do 2008)[7]
- ppłk SG Krzysztof Pampuch (był 1.06.2011[5]–2014[8])
- ppłk SG Janusz Asanowicz (2014–2016)[9]
- mjr SG/ppłk SG Andrzej Mielziuk[10] (2016–27.02.2023)[11]
- kpt. SG Paweł Piekarski (był 27.05.2024[12]–obecnie[1]).